# Tipula timptonensis
Tipula timptonensis är en tvåvingeart som beskrevs av Evgenyi Nikolayevich Savchenko 1956. Tipula timptonensis ingår i släktet Tipula och familjen storharkrankar. Inga underarter finns listade i Catalogue of Life.